# Adviesrecht (Universiteitsraad, Nederland)
Universiteitsraden in Nederland hebben adviesrecht. Dit recht bepaalt dat advies mag worden uitgebracht over een besluit dat door een bestuurder wordt genomen. De bestuurder is verplicht hierop binnen een vooraf bepaalde tijd gemotiveerd te reageren. 
Een Universiteit of faculteit moet een reglement opstellen waarin staat op welke punten de universiteitsraad (of faculteitsraad) advies- en instemmingsrecht heeft. Op dit reglement zelf heeft de raad instemmingsrecht. Dit is vastgelegd in de  Wet op het hoger onderwijs en wetenschappelijk onderzoek (WHW), artikel 9.34. In de praktijk komt het erop neer dat de raad op alle besluiten van het bestuur mag bekritiseren. 
Wanneer gekozen wordt voor een systeem van gedeelde raden (dus een studentenraad en een ondernemingsraad) heeft de studentenraad adviesrecht zoals dat in de WHW geregeld is. Het adviesrecht van de ondernemingsraad volgt de WOR.